# Jerome Young
Jerome Young (Clarendon, 14 agosto 1976) è un ex velocista statunitense.

## Biografia
Nel 1995 Jerome stabilì il primato dei 400 metri piani con 45.01.
Stabilì il primato mondiale nella staffetta 4 x 400 metri nel 1998 con Michael Johnson, Antonio Pettigrew e Tyree Washington.
Il 29 giugno 2004 venne dichiarato colpevole di doping per positività al nandrolone nel 1999, da cui era stato inizialmente assolto da un tribunale sportivo statunitense, negandogli i risultati ottenuti dal 26 giugno 1999 al 25 giugno 2001. Venne successivamente trovato positivo all'EPO  in un controllo antidoping effettuato il 23 luglio 2004, a seguito del quale venne squalificato a vita e privato della medaglia d'oro nella staffetta 4×400 ai campionati del mondo indoor del 2003 e la medaglia d'oro nei 400 ai campionati del mondo del 2003.